# Annonsbyrån Svea
För andra betydelser, se Svea (olika betydelser).
Annonsbyrån Svea AB / Svea Reklam AB var en annonsbyrå i Kooperativa Förbundet. Under sin glansperiod vid 1960-talets slut var det Sveriges största annonsbyrå med över 240 anställda. Sveas reklam fick internationellt erkännande och vann priser utomlands. Kända konstnärer hos Svea var Knut Krantz, Harry Bernmark, Björn Pettersson, Paul Persson (som designade KF-logotypen baserad på möbiusbandet) samt Gunnar Orrby.

## Historik

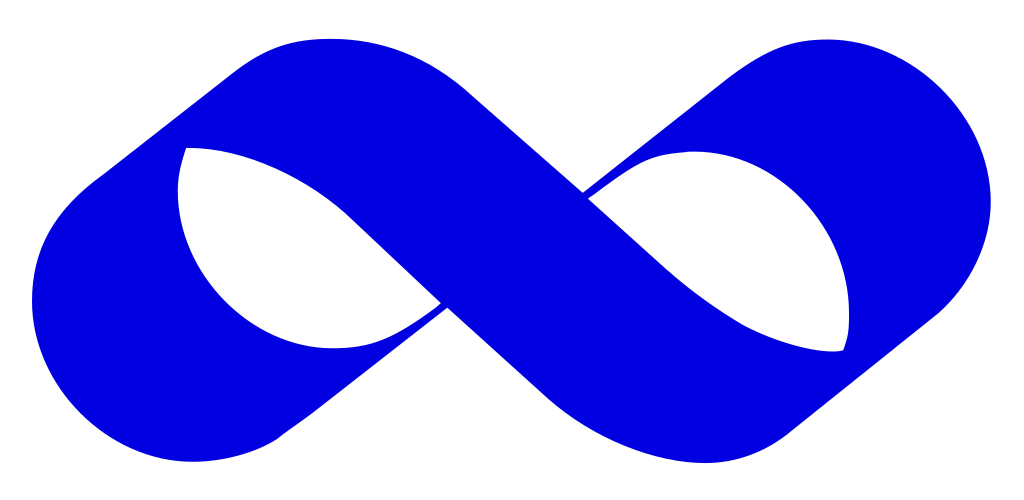
Kooperativa Förbundets logotyp 1967–1995 skapades av Annonsbyrån Svea.

Annons- och Kommissionskontoret Svea grundades som en stiftelse 9 oktober 1897 i Norrköping av Gustaf A Nilsson. Bolagets affärsidé var att bedriva annonsförmedling, bostadsförmedling och försäljning av vanliga handelsvaror på kommission. Då kunderna behövde annonsera i ortstidningen låg en annonseringsbyrå nära till hands.
År 1905 köptes Svea av Johan Ehrfrid Rydberg. Annonskontoret Svea kom nu att tillämpa tidningarnas egna annonspriser och erhöll i regel 25 procent provision från tidningen på de kunder de skaffade. Truster och karteller var vid den här tiden en vanlig företeelse för att hålla den allmänna prisnivån uppe. 1915 bildades därför Tariffcentralen som var det första försöket till en gemensam pristaxa för att skapa ordning på konkurrenssituationen. Svea var en av de sex initiativhållarna. Tariffcentralen innebar också att annonsbyråerna fick en auktorisation och endast byråer anslutna till denna fick nu ägna sig åt annonseringsuppdrag. 1916 utkom Tariffcentralens första gemensamma annonstaxa med annonspriser och rabatter för 31 dagstidningar. Första världskriget innebar att inflationen steg, vilket fick en positiv effekt på annonseringen och affärerna. 
14 september 1923 blev Svea aktiebolag. 1925 tog Gösta Karlsson kontakt med KF:s VD Albin Johansson kring att kooperationen borde äga sin egen annonsbyrå. Resultatet blev att Karlsson, med hjälp av ett frikostligt lån från KF, köpte upp aktierna i Svea den 1 januari 1926. 
Samtidigt flyttades verksamheten upp till Stockholm. Under perioden  1926–1930 kom KF utgöra 50 procent av Sveas omsättning. Efter ett flertal försök till gemensam pristaxa fram till 1929 blev marknaden istället fri. Den fria marknaden innebar att priserna på annonsmarknaden föll dramatiskt. Annonskontor kom och gick och gjorde ofta konkurs. Även Svea fick stora likviditetsproblem. Våren 1933 köpte Knut Krantz med viss tvekan upp 624 av 629 aktier efter ett banklån. De övriga aktierna köpte andra anställda upp. Han började omedelbart att skära ned på alla omkostnader och nödvändiga personalindragningar. Under detta år var Svea mycket nära att försättas i konkurs. Gösta Karlsson gick dock inte lottlös på Sveas försäljning utan fick en slant över och tog sedan anställning i Wilhelm Anderssons Annonsbyrå.
Under Krantz ledning började Svea producera egna affischer. Tidigare hade man bara förmedlat annonser. Sveas första anställde konstnär blev Gunnar Orrby som var byråns mest berömda art director. Orrby var mycket produktiv och gav upphov till mer än 400 affischer samt utsmyckningar av butiker och skyltfönster. Vid sidan av Orrby fanns Harry Bernmark, som ofta förknippas med modernismen och tidens framtidsanda. Svea hade visionen att konstnärligt utförda reklambilder var det som bäst sålde butikens varor. Under Krantz ledning växte Svea och var tidvis landets största annonsbyrå vid sidan av Arbmans i Göteborg. 
I februari anställdes Carl Sundbom från KF:s kaffeavdelning på servicesidan. Ett år senare valde Krantz att sälja Svea till Sundbom. 
1960-talet skulle innebära att Sveas omsättning ökade dramatiskt. 1964 påbörjas arbetet med en ny logotyp den liggande åttan – möbiusbandet. Målsättningen var att hela svenska folket skulle känna igen den och förknippa den med KF samt den skulle signalera köptrygghet. Projektet kom att kosta hela 12 miljoner. En oerhört stor summa pengar på den här tiden. Men utvecklingskostnaden var nödvändigt för att möta den ökande konkurrenstrycket på marknaden. 1968 övertog KF Svea och företaget blev juridiskt ett dotterbolag. På vd-posten fanns då bl.a. Lars Berg och Karin Denkert (som var kooperationens första kvinna på en VD-post). 1994 sålde KF Svea. Efter konkurs 1998 upphörde företaget.